# Seru Giran
Serú Girán (рус. Сэру́ Хира́н) — аргентинская супергруппа. Была образована в 1978 Чарли Гарсиа (клавишные, вокал), Давидом Лебоном(гитара, вокал), Педро Аснаром (бас-гитара, вокал) и Оскаром Моро (ударные). Считается одной из лучших в истории аргентинского и испаноязычного рока, как в музыкальном отношении, так и в текстах и в сценических шоу. Также знаменита виртуозностью участников.

## История

### Начало
Serú Girán появилась после распада группы La Máquina de Hacer Pájaros, которую Charly García организовал после ухода из Sui Generis. Вместе с David Lebón, экс-членом Pescada Rabiosa, с которым он ранее работал в различных проектах, в 1978 году Гарсиа уезжает в бразильский город Búzios для написания новых песен. Первоначально дуэт задумывал их продавать другим исполнителям, но, впечатлившись результатом, Гарсиа и Лебон решают исполнять их сами, для чего решают организовать новую группу. Возвратившись в Буэнос-Айрес, музыканты встречают молодого талантливого басиста Pedro Aznar. Пригласив в состав Oscar Moro, бывшего ударника La Máquina de Hacer Pájaros и легендарной группы Los Gatos, новый состав приступил к репетициям под названием Serú Girán, что является бессмысленной комбинацией слов, придуманной Чарли и одобренной остальными участниками группы.
В этот период музыканты участвуют в записи студийного суперпроекта звезды аргентинского рока Билли Бонда Billy Bond & The Jets. Для альбома ими были написаны несколько композиций, одна из которых, открывающая альбом Discoshock (автор — Чарли Гарсиа), впоследствии сослужит плохую службу будущему Seru Giran.

### Serú Girán
Первое время группа сталкивалась с трудностями. Их дебютный альбом Serú Girán, вышедший в 1978, встретил прохладный прием, хотя некоторые песни (особенно Seminare и Eiti Leda) вскоре стали стадионными гимнами. Стилистически эта работа вокальными многоголосьями и клавишными партиями несколько напоминала британский арт-роковый коллектив Yes. Выделялась нехарактерная для местного рока виртуозность басиста Аснара. Впервые бас стал равноправным солирующим инструментом, наряду с гитарой и клавишными. Для записи дебюта был приглашен оркестр из 24 музыкантов под управлением Дэниела Голдберга. Первый концерт группа дала на корабле в Riachuelo.
Официальная презентация альбома Serú Girán состоялась на стадионе «Estadio Obras Sanitarias» 3 ноября 1978 года при участии музыкантов оркестра Голдберга (струнная и духовая секции) Позади сцены на гигантский экран камеры транслировали все, что происходило на сцене (для Аргентины тогда это было в новинку). Лебон, Аснар и Моро были одеты в белое, тогда как Чарли выбрал одежду чёрного цвета. Начало, когда группа вместе с оркестром играла мощное вступление к песне Serú Girán, предвещало незабываемое шоу. Однако все пошло не по плану. Публика не поняла сатиру на популярное тогда диско в песне Discoshock и начала расходиться. Среди свиста толпы раздавались выкрики играть песни Sui Generis, особенно хит Гарсии Blues del levante. Остаток концерта прошёл в полном безразличии.

### La grasa de las capitales
Несмотря на неудачу, Serú Girán продолжили работу и годом позже выпускают второй альбом La Grasa de las Capitales. Слово «grasa» по-испански означает «толстый, жирный», но на аргентинском сленге это нечто более непристойное. Титульная вещь альбома была критикой аргентинского общества на грани 70-х — 80-х. «Viernes 3 A.M.» (Пятница, три утра) и «Noche de Perros» (Ночь собак) — лучшие песни на втором релизе Serú Girán. «Viernes 3 AM» была запрещена на радиостанциях аргентинским диктаторским режимом: якобы она содержала призывы к суициду. Но этот альбом вывел Serú Girán в число самых популярных аргентинских групп того времени. Концерты, посвященные презентации альбома La Grasa de las Capitales прошли в сентябре-октябре 1979 в Buenos Aires Auditorium (экс — Kraft).

### 80-е: Bicicleta и триумф
В 1980 выходит третий альбом группы, Bicicleta («Велосипед»). Здесь в аккуратной и иносказательной форме описывается Аргентина времен диктатуры. «Canción de Alicia en el país» и «Encuentro con el diablo» лучше всего описывают социальную реальность того времени. Чтобы избежать цензуры, Canción de Alicia en el país рисует аргентинскую реальность, используя образы, навеянные «Алисой в Стране чудес». В песнях A los jóvenes de ayer и Mientras miro las nuevas olas Чарли Гарсиа выражает антагонизм старого и нового поколений.
Bicicleta — такое название первоначально Чарли хотел дать группе, но оно было отвергнуто другими участниками — был официально представлен на Estadio Obras Sanitarias 6 и 7 июня 1980. Для концерта сцена была декорирована велосипедными колесами, кроликами и цветами. Эти представления произвели большой эффект на зрителей и прессу, поскольку Serú Girán стали первой аргентинской группой, уделявшей столь большое внимание сценографии. Bicicleta стала первой из череды гигантских сценических шоу Serú Girán, за что в прессе их даже как-то назвали «аргентинскими Pink Floyd».
Месяцем позже, в августе 1980-го, Serú Girán выступают на Monterrey Jazz Festival в Rio de Janeiro (Brazil). В этот раз концерт состоял из двух отделений. Serú Girán, американский гитарист Pat Metheny и George Duke выступали в первом. Успех аргентинцев был таким, что организаторы пригласили группу отыграть ещё раз во второй части вместе с Джоном Маклафлином и Weather Report. Гарсиа вспоминает:
«Когда играл Маклафлин, люди бросали бумажные самолетики. Я готов был умереть! Если так принимали Джона, нас тут просто казнят».
Но он оказался плохим предсказателем. Главной причиной их успеха у бразильской публики было разнообразие и понятность различных нюансов в песнях. Под некоторые из них бразильцы даже пускались в пляс. А Аснар на этом фестивале познакомился с великим джазовым басистом Джако Пасториусом.
30 декабря 1980 супергруппа дала исторический бесплатный концерт в La Rural, который был организован телеканалом ATC как часть серии шоу «Запрещенная музыка для взрослых». Концерт собрал более 60 000 зрителей, сделав Serú первой аргентинской группой, выступившей перед столь многочисленной аудиторией.

### Peperina, «No llores por mí, Argentina» и распад
Peperina, их четвёртый альбом, содержал такие превосходные композиции, как Llorando en el espejo, Esperando Nacer, Cinema Verité и заглавный трек. Презентация прошла все на том же стадионе Obras Sanitarias 4, 5 и 6 сентября 1981.
После этого Аснар решает покинуть группу для учёбы в Беркли. Serú организует серию прощальных концертов, поскольку замену столь виртуозному и высокотехничному басисту было практически невозможно, а без него будущее группы становилось неопределенным. В начале 1982 года диск, записанный на этих концертах, No Llores por Mí Argentina (Не плачь по мне, Аргентина), стал бестселлером года. Для концертного альбома аргентинской группы это было сенсацией. Песня с тем же названием, посвященная Аснару (не путать с одноименным хитом из мюзикла «Эвита») стала практически гимном поколения, а концертные версии En la Vereda del Sol, Cuánto tiempo más llevará и Eiti Leda сделали диск выдающейся записью.
Менее чем через месяц после этих концертов началась Фолклендская война, приведшая к поражению Аргентины и падению хунты. Разногласия Гарсии, Лебона и Моро (в основном первых двух) по поводу замены Аснара и будущего группы в том же году привели к распаду Serú Girán.

### Реюньон: Serú '92
Через 10 лет García, Moro, Lebón and Aznar воссоединились для записи альбома Serú' 92. Диск получился в лучших традициях старых работ, показав что за годы сольного творчества музыканты не утратили ни исполнительского, ни композиторского мастерства. Концерты в поддержку альбома прошли на стадионов аргентинских городов Rosario, Cordoba, в столице Уругвая Монтевидео(Centenario Stadium). Два главных шоу состоялись на главном стадионе Буэнос-Айреса «Ривер Плейт», на которых в общей сложности присутствовало около 160 тысяч человек. До сего времени на главном стадионе страны такое количество народу собирали только футбольные матчи, но не рок-концерты. По итогам турне был выпущен концертный альбом. Однако неадекватное поведение Гарсии (усугубленное применением антидепрессантов и наркотиков), из -за чего Лебон отказался играть с ним прямо во время концерта, сделало невозможным возрождение группы. Каждый из участников пошёл своим путём.

### Смерть Моро и последующие годы
Оскар Моро умер от желудочного кровоизлияния в июле 2006. Год спустя, 26 июля 2007, состоялся трибьют его памяти, на который приехали многие рок-звезды во главе с Гарсией и Аснаром. Оставшиеся музыканты неоднократно заявляли, что каждый из участников группы является незаменимым и проекту под названием Seru Giran пришёл конец. Некоторое время на роль ударника рассматривалась кандидатура сына Моро, но последовавшие заявления музыкантов опровергли возможность восстановления Seru Giran. «Приход другого музыканта не повлечёт восстановления нашей группы. Это будут уже совершенно иные проекты, с другими названиями» — заявил Чарли Гарсиа. Сегодня каждый из трех оставшихся в живых участников группы занимается сольным творчеством и периодически выступает с другими.

## Влияние
Значение Serú Girán для аргентинского рока 80-х и последующих годов трудно переоценить. Они сделали две важнейшие вещи: разработали саунд, принципиально отличающийся от англоязычного рока и завоевали массовую популярность как у высших, так и у низших слоев населения Аргентины. Serú Girán играли музыку и для «умных» и для «простых» людей. Если до этого рок-музыку слушали в основном интеллигенция и студенчество Ла-Платы, то с появлением Serú Girán рок в этой стране впервые стал массовым стадионным явлением, куда стали приходить и простые аргентинцы. Seru Giran очень сильно повлияла на творчество таких аргентинских коллективов, как Eiti Leda, Perú Giran, La Grasa de las Diagonáles и Zarabairas.

## Дискография

### Студийные альбомы
| Год  | Альбом                    | Лейбл      |
| ---- | ------------------------- | ---------- |
| 1978 | Serú Girán                | Music Hall |
| 1979 | La Grasa de las Capitales | Music Hall |
| 1980 | Bicicleta                 | SG Discos  |
| 1981 | Peperina                  | SG Discos  |
| 1992 | Serú '92                  | Sony Music |

### Концертные альбомы
| Год  | Альбом                         | Лейбл      |
| ---- | ------------------------------ | ---------- |
| 1981 | Yo no quiero volverme tan loco | Sony Music |
| 1982 | No llores por mí, Argentina    | SG Discos  |
| 1993 | En vivo                        | Sony Music |

### Сборники
| Год  | Альбом           |
| ---- | ---------------- |
| 1995 | Oro (Serú Giran) |
| 1996 | El álbum         |
| 2000 | Viernes 3 a.m    |

### Прочее
| Год  | Альбом                 | Примечание                                             |
| ---- | ---------------------- | ------------------------------------------------------ |
| 1988 | Reunión secreta en TMA | Импровизации в студии звукозаписи (официальный бутлег) |

## Награды
Были удостоены наград в следующих категориях:
- Best live group,
- Best Compositor (García),
- Best Keyboardist (García),
- Best guitarist (Lebón),
- Best bassist (Aznar),
- Best drummer (Moro).
- Disclosure group 1978,
- Best singer (Lebón) 1980 and 1981
- Best song 1978 Seminare
- Best Album 1978 Serú Girán and 1981 (Peperina)